# Ben (Burkina Faso)
Ben is een plaats in de provincie Banwa in westelijk Burkina Faso bij de grens met Mali. In 2005 woonden hier 901 mensen.